# Ceawlin

Engelse koninkrijken

Ceawlin was een 6e-eeuwse koning van Wessex, dat was gelegen in het zuidwesten van Engeland. Hoewel het historisch gezien zeer twijfelachtig is, wordt Ceawlin in de Anglo-Saxon Chronicle genoemd als zoon van Cynric en kleinzoon van Cerdic, de legendarische eerste koning van Wessex. Ceawlin regeerde volgens de traditionele chronologie over Wessex van 560 tot 592.
In de 5e eeuw waren grote groepen Angelen, Saksen en Juten de Noordzee overgestoken om de kusten van Brittannië te plunderen, hun krijgskunsten aan te bieden aan de verschillende strijdende partijen op het eiland en (later) om zich blijvend te vestigen. Dit ging verre van goedschiks en uiteindelijk begonnen de Angelsaksen aan een grootschalige kolonisatie en invasie van Brittannië. De Angelsaksische invallers slaagden er vrij snel in om gebieden in het zuidoosten van Engeland te veroveren op de Romano-Britten. Uit deze gebieden vormden verschillende hoofdmannen de koninkrijken Kent, Essex en Sussex. Ook de kuststreek van het latere graafschap Hampshire viel in handen van de invallers en hun leider Cerdic stichtte hier het koninkrijk Wessex. Het vroege succes van de Angelsaksische kolonisatie van Brittannië kwam abrupt ten einde toen de Romano-Britten een beslissende overwinning behaalden op de Angelsaksen in de Slag bij Mons Badonicus. Hierna slaagden de Britten erin om de Angelsaksen in zuidoostelijke richting terug te drijven en gedurende veertig jaar op afstand te houden.
Tegen het jaar 550 begonnen de Angelsaksen langzaam weer veroveringstochten te organiseren en Ceawlin van Wessex speelde hierin een sleutelrol. Vanuit zijn machtsbasis in Dorchester-on-Thames trok Ceawlin op tegen de Romano-Britse koninkrijken ten noorden en westen van Wessex. De Anglo-Saxon Chronicle schrijft een hele reeks overwinningen toe aan Ceawlin: in 556 zegevierde hij (toen Cynric nog koning was) bij Beranburh (Barbury), in 568 bij Wibbandun en in 571 wonnen de West-Saksen een slag bij Bedcanford. De belangrijkste slag die Ceawlin won, was de Slag bij Deorham in 577. In dat jaar trok Ceawlin op tegen de Romano-Britse koninkrijken ten oosten van het Kanaal van Bristol en drie Romano-Britse koningen werden bij Deorham verslagen. Hiermee vielen de steden Bath, Cirencester en Gloucester in West-Saksische handen, breidde Wessex zich uit tot aan de Severn en werden de Britten van Devon en Cornwall gescheiden van de Britten van Wales.
De status van Ceawlin en de omvang van diens overwinningen waren klaarblijkelijk zo groot dat hij in de Anglo-Saxon Chronicle wordt genoemd als bretwalda en nominale leider van alle Angelsaksische koningen ten zuiden van de Humber, hoewel hij aan einde van zijn regering de titel moest prijsgeven aan koning Ethelbert van Kent. Hoewel macht de titel van bretwalda met zich meebracht in Ceawlins tijd is onzeker, maar Ceawlins macht was zeker geringer dan die van latere bretwalda's zoals Offa van Mercia.
In 584 behaalde Ceawlin nog een overwinning bij Fethanleag (Stoke Lyne), maar in 592 verloor hij een veldslag bij een plaats genaamd Woden's Barrow (vermoedelijk het hedendaagse Alton in Wiltshire) en werd Ceawlin afgezet als koning van Wessex. Een jaar later stierf Ceawlin. Wie zijn overweldigers waren is onbekend, maar de Anglo-Saxon Chronicle spreekt van een samenzwering tussen een groep Angelen en de Romano-Britten. Ook zeer waarschijnlijk is dat Ceawlin werd afgezet door zijn opvolger Ceol en dat de interne strijd die volgde leidde tot de verzwakking van Wessex en de opkomst van Ethelbert van Kent.
Waar de eerdere koningen Cerdic en Cynric als legendarisch worden beschouwd, nemen historici aan dat Ceawlin echt bestaan heeft. Gedurende zijn regeerperiode breidde Wessex zich sterk uit, al moest het later territorium prijsgeven aan andere Angelsaksische koninkrijken, voornamelijk aan Mercia.
Cerdic · Cynric · Ceawlin · Ceol · Ceolwulf · Cynegils · Cwichelm · Cenwalh · Penda van Mercia/Cenberht (?) · Cenwalh · Seaxburg · Æscwine · Centwine · Cædwalla · Ine · Æthelheard · Cuthred · Sigeberht · Cynewulf · Beorhtric · Egbert · Æthelwulf · Æthelbald · Æthelberht · Æthelred · Alfred de Grote · Eduard de Oudere · Æthelstan
- Gemeinsame Normdatei: 1027178243
- International Standard Name Identifier: 0000 0003 7045 9346
- Library of Congress Control Number: nb2012009136
- Virtual International Authority File: 237501114
- WorldCat: E39PBJgtbMWh7kqx3Yk8WPW7HC